# Begonia × pictavensis
Begonia × pictavensis es una especie de planta perenne perteneciente a la familia Begoniaceae. 
Es un híbrido compuesto por Begonia cucullata Willd. × Begonia subvillosa Klotzsch

## Taxonomía
Begonia × pictavensis fue descrita por Bruant ex André y publicado en Revue Horticole 54: 377. 1882.
Etimología
Begonia: nombre genérico, acuñado por Charles Plumier, un referente francés en botánica, honra a Michel Bégon, un gobernador de la excolonia francesa de Haití, y fue adoptado por Linneo.
pictavensis: epíteto
Sinonimia
- - Begonia × bruantii Bruant, nom. inval.
  - Begonia × gracilis H.Vilm., Cat. 1897-98 Suppl. 6. 1898, nom. illeg. non Kunth (1825).